# コック・オ・ヴァン

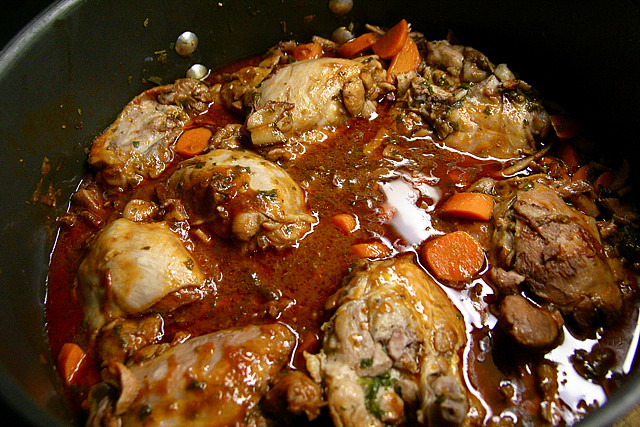
コック・オ・ヴァンの例

コック・オ・ヴァン（仏: coq au vin）とは、雄鶏の赤ワイン煮込み料理である。日本語のカタカナ表記としてはコックオーヴァン、コック・オー・ヴァンなどもある。
フランス・ブルゴーニュ地方の郷土料理であり、代表的な料理の1つである。鶏もも肉、ベーコン、マッシュルーム、タマネギなどを赤ワインで煮込み、黒コショウの風味を利かせたもの。
発祥の地は赤ワインの煮込み料理で名高いブルゴーニュだが、現在はフランス全土に家庭料理として広まっている。
多くの鶏煮込み料理とは違い、料理名にもあるcoq（成熟した未去勢の雄鶏）が使われることが特徴である。
元来は肉の硬い老いた雄鶏を食べやすくするために考案されたレシピであるが、低温で長時間煮込んでも煮崩れず、若鶏には出せない滋味が現れる。
シチュー用の若鶏を使うのでなければ、身を柔らかくするために一晩以上赤ワインに漬け込まなければならない。
近年は手間を減らすために若鶏や雌鶏を使い、漬け込みの工程を無くし、煮込み時間も短いレシピが主流となっている。